# River Gade
Der River Gade ist ein Wasserlauf in Buckinghamshire und Hertfordshire, England. Er entsteht südlich von Dagnall und fließt in südlicher Richtung durch Hemel Hempstead. Dort mündet der River Bulbourne in ihn und er trifft auf den Grand-Union-Kanal, dessen Lauf er bis nach Watford folgt, wo er in den River Colne mündet. Der Fluss ist auf seiner ganzen Länge nicht schiffbar.
Einst trieb die Wasserkraft des River Gade Wassermühlen bei „Water End“, „Cassiobury Park“ und „Two Waters“ an. Außerdem wurde der Fluss genutzt, um die Papiermühlen von „John Dickinson & Co.“ bei „Apsley“ und „Croxley“ anzutreiben.
Der River Gade ist einer der drei Flüsse, auf die sich der Name des Districts „Three Rivers District“ in der englischen Grafschaft Hertfordshire bezieht.